# 三山街道
三山街道，是中华人民共和国安徽省芜湖市弋江区下辖的一个乡镇级行政单位。

## 行政区划
三山街道下辖以下地区：
三华社区、三山村、新庄村、上游村、天桥村、孙滩村、长坝村和芜湖三山经济开发区管委会。